# Bambusové a dřevěné destičky

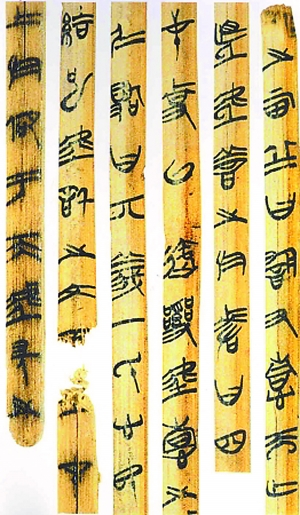
Text na destičkách (asi 300 př. n. l.)

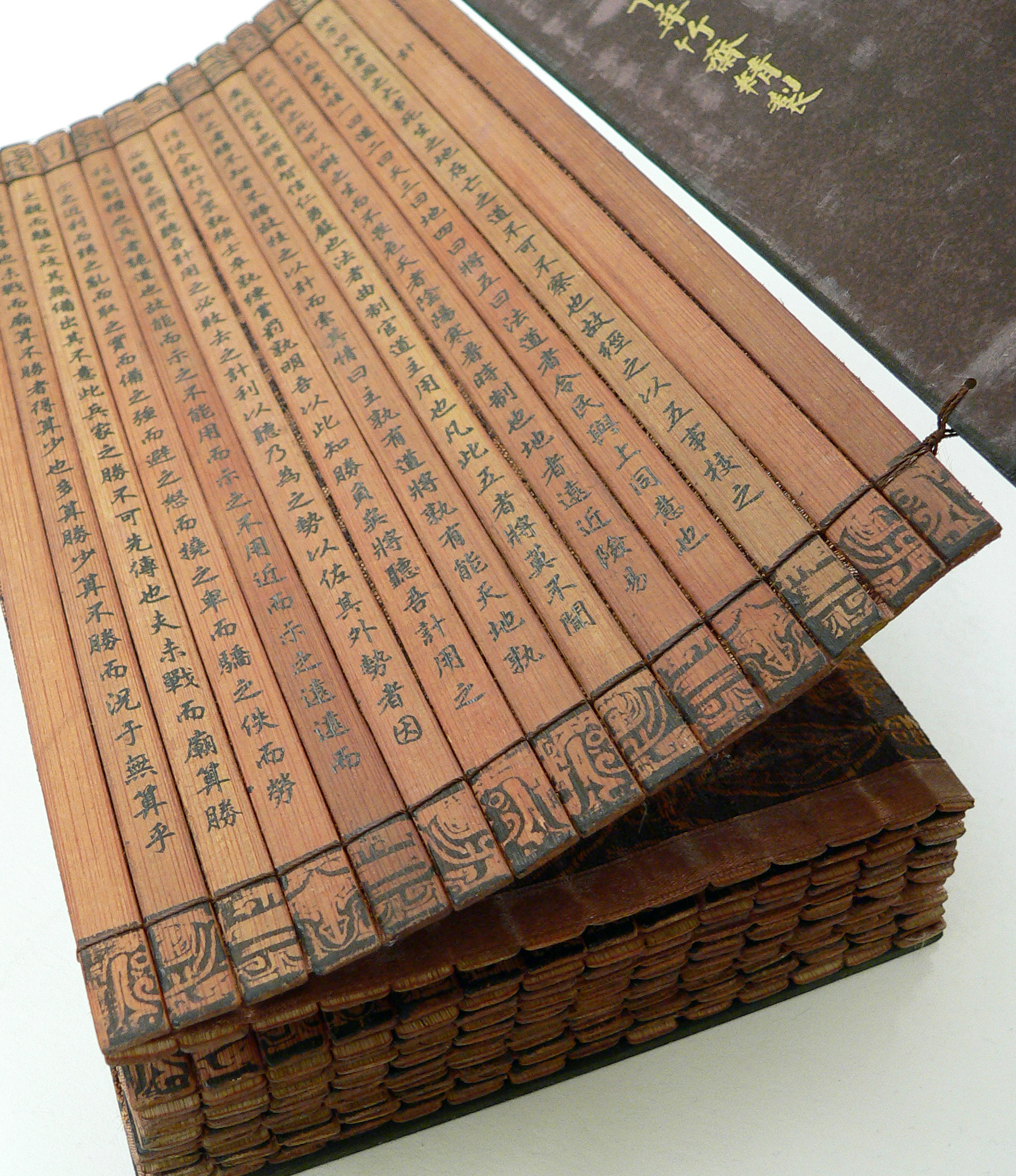
Svázané destičky

Bambusové a dřevěné destičky (čínsky 简牍, pinyinem jiăndú) byly jedním z hlavních médií písemnictví v rané Číně. Každý z těchto dlouhých a tenkých pruhů dřeva nebo bambusu tradičně nesl jeden sloupec textu obvykle o několika desítkách čínských znaků psaných štětcem. Pro delší texty byly destičky svazovány provázkem dle posloupnosti. O každém pruhu se tvrdí, že je dlouhý jako jedna jídelní hůlka a široký jako dvě.

## Historie
Nejstarší zachovalé exempláře dřevěných nebo bambusových destiček jsou datovány do 5. století př. n. l., čili v období válčících států. Avšak odkazy z dřívějších textů uchovaných na jiných médiích dokazují, že předchůdci těchto destiček z období válčících států byli používáni i v období pozdní dynastie Šang (zhruba v době 1250 let př. n. l.). Bambusové nebo dřevěné pruhy byly standardním materiálem pro psaní v průběhu dynastie Chan a právě z té doby pocházejí četné vykopané nálezy. Později byly destičky z běžného užívání nahrazeny papírem a do 4. století našeho letopočtu se jako média písemnictví v Číně přestaly užívat.
Zvyk pohřbívání knih vyrobených z odolných bambusových destiček v královských hrobkách zachoval mnoho děl v jejich původních formách během uplynulých století. Důležitým raným nálezem byl objev Ťi-čung v roce 279 n. l., kdy byla odhalena hrobka císaře Wei, nicméně původní destičky od té doby zmizely. V posledních letech bylo nalezeno několik významných archivů tajně ukrytých destiček.

## Nástroje
Jeden z nástrojů používaných při psaní na destičky byl vedle štětce malý nůž, který sloužil k seškrabování chyb a dělání změn. Zdobené nože se stávaly symboly kanceláří některých úředníků, aby poukazovaly na vlastníkovo oprávnění pozměňovat záznamy a edikty.